# チアンラック駅
チアンラック駅（チアンラックえき、タイ語:สถานีรถไฟเชียงราก）は、タイ王国中部パトゥムターニー県クローンルワン郡にある、タイ国有鉄道北本線の駅である。

## 概要
チアンラック駅はタイ王国中部パトゥムターニー県の人口約24万人が暮らすクローンルワン郡にある、タイ国有鉄道北本線の駅である。クルンテープ駅から37.47km地点にあり、快速列車で1時間10分程度である。町の中心部にあり、駅の正面側（東側）が、市街地である。
二等駅で1日当たり上り（バンコク方面）13列車、下り（チエンマイ、ウボンラーチャターニー方面）15列車が発着し、その内訳は、快速上り2列車、下り3列車、普通上り11列車、下り12列車である。タイ国鉄の北本線と東北本線の共用区間に位置し当駅を含むランシット駅-バーンパーチー分岐駅が3線区間である。

## 歴史
1897年3月26日にタイ官営鉄道最初の区間が、クルンテープ駅 - アユタヤ駅間に開業した。この際当駅を含む8駅が開業した。
- 1897年3月26日 【開業】クルンテープ駅 - アユタヤ駅 (71.08km)

## 駅構造
相対式ホーム及び島式1面の複合型ホーム3面4線をもつ地上駅であり、駅舎はホームに面しておりVIP用の待合室がある。

## 駅周辺
- タンマサート大学 - 厳密には、次の「タマサート大学停車場」が最寄である。
- ナワナコーン工業団地